# Кохання на стороні
«Кохання на стороні» — фільм 2006 року.

## Зміст
Історія про те, як симпатяга Лоран закохався у дівчину свого найкращого друга Франсуа. Що скаже про це його давня подружка Камілла, яка спить і бачить себе у ролі мадам Лоран? Що учинить розсерджений Франсуа? Справа приймає неабиякий поворот. Хоча. Чому б не пожартувати?